# Cơn tetany
Cơn tetany là một triệu chứng lâm sàng biểu hiện co cơ không chủ ý do bệnh lý hoặc trường hợp tăng tần số điện thế hoạt động của các tế bào cơ hoặc các dây thần kinh chi phối chúng. Chú ý co cơ do uốn ván không được được xếp là tetany do nguyên nhân trong bệnh lý này là giảm sự ức từ tế bào thần kinh chi phối cơ bắp. Co cứng cơ trong uốn ván co cơ hàng loạt còn tetany chỉ co một.

## Sinh lý bệnh
Hạ calci máu là nguyên nhân chính gây tetany. Nồng độ ion calci thấp trong dịch ngoại bào làm tăng tính thấm với ion natri của màng tế bào thần kinh dẫn đến sự khử cực từ đó gia tăng khả năng điện thế hoạt động. Nguyên nhân là vì ion calci tương tác với mặt ngoài của kênh natri trong màng tế bào của các tế bào thần kinh. Khi thiếu ion calci, điện thế cần thiết để mở kênh natri áp mức cần thiết để mở kênh natri thay đổi đáng kể (cần ít kích thích hơn). Nếu Ca2+ huyết tương giảm xuống còn ít hơn 50% giá trị bình thường là 9.4 mg/dl, điện thế hoạt động có thể xảy ra tự nhiên gây co cơ vân. Hạ calci máu không phải là thuật ngữ chỉ tetany mà là một trong những nguyên nhân của tetany.

## Nguyên nhân
Nguyên nhân thường gặp của tetany là thiếu calci. Phosphate tăng (tỷ lệ phosphate-calci cao) cũng có thể kích hoạt co cơ.
Suy tuyến cận giáp có thể dẫn đến tetany.
Nồng độ carbon dioxide thấp gây ra tetany do biến đổi albumin gắn calci nên lượng calci ion hóa (ảnh hưởng về mặt sinh lý) giảm; lý do nồng độ carbon dioxide thấp thường do tăng thông khí.
Nồng độ magnesi thấp có thể gây tetany.
Độc tố của Clostridum tetani thông qua ức chế chất trung gian hóa học glycin và GABA-ergic có thể dẫn đến tetany.
Tăng kali trong cỏ khô hoặc đồng cỏ có thể kích hoạt cơn tetany mùa đông hay tetany cỏ ở động vật nhai lại.
Loãng xương và còi xương do thiếu vitamin D